# Piet Hein
Piet Pieterszoon Hein (o Pieter Pietersen Heyn) (25 de noviembre de 1577-18 de junio de 1629) fue un marino holandés nacido en la ciudad de Delft y considerado un héroe nacional. Actuó como corsario durante la guerra de los ochenta años librada entre las Diecisiete Provincias y España.

## Biografía
En 1623 fue nombrado vicealmirante de la flota de la Compañía Neerlandesa de las Indias Occidentales, fundada dos años antes. En su nuevo cargo navegó a las órdenes del almirante Jacob Willekens hacia la costa de Brasil, donde tomaron la ciudad de Salvador de Bahía en junio de 1624 (la ciudad sería reconquistada por las fuerzas hispano-portuguesas en mayo de 1625). Pocas semanas después, ya separado de Willekens, llevó a cabo un ataque fallido contra Luanda (Angola), en poder de los portugueses. En 1627 volvería sobre Salvador, y aunque no consiguió tomar la ciudad, capturó un importante número de naves amarradas en su puerto.
En 1628 Hein comandó la flota holandesa en la batalla de la bahía de Matanzas, en la que derrotó y capturó las embarcaciones que formaban la Flota de Indias en su ruta desde la Nueva España hacia Europa frente a las costas de Cuba. Luego del saqueo, Hein llevó hacia Holanda un cargamento de toneladas de oro y plata provenientes de las minas de México. Toda la ganancia económica de ese hecho se invirtió en organizar la enorme armada de 61 buques y 7000 hombres que posteriormente sirvió para apoderarse en 1630 de Pernambuco y fundar la colonia de Nueva Holanda (Brasil).